# 議決権の不統一行使
議決権の不統一行使（ぎけつけんのふとういつこうし）とは、株主総会で複数個の株主の議決権を持つ株主が、同じ議案について賛否の両方の票を投じること。会社法第313条に定められている。
なお、社債権者集会にあっても同様の制度が存する。項目の名称も同じ。会社法第728条。

## なぜ許されるのか
形式上、株主名簿が1人の株主になっている場合でも、実質は複数名で株主の議決権を所有している場合、自分の意見と他人の意見が分かれることがある。例えば株式の信託、外国預託証券などである（カストディアンを参照）。この場合、各々の株主の意思に従い、一部の議決権を賛成に、残りの議決権を反対に振り分けることができる。株主の意思を反映させるため、不統一行使を認める必要があること、株式会社としても認めないデメリットが少ないことから定められている。
上記のことから、自分のためだけに有する議決権で不統一行使をすることはできない。また、株式会社は他人のために不統一行使することを理由としないときは、不統一行使を拒むことができる（法第313条第3項）

## 不統一行使の条件
- 取締役会設置会社においては、株主総会の3日前に不統一行使する旨及びその理由を通知しなければならない（法第313条第2項）。